# Lorenzan
Lorenzan (Amuesha) nekadašnja porodica indijanskih jezika iz peruanskih departmana Huánuco, Junín i Pasco. Prema klasifikaciji Riveta i Loukotke (1952) porodica se pod imenom amuesha vodila kao jedna od 108 porodica južnoameričkih indijanskih jezika, koliko su ih nabrojali. Jedini član porodice je jezik lorenzo ili amuesha (Yaneša’) kojime se služe Amuesha Indijanci, poznati i kao Yanesha. Danas ih ima oko 10.000 (2000 W. Adelaar). Jezik amuesha vodi kao predstavnik zapadnoaravačke skupine, porodice Arawakan.

## Vanjske poveznice
- Handbook of Amazonian languages, Volume 1